# Антихолінергічні засоби
Антихолінергічні засоби (anticholinergic agents; інколи холінолітики, холіноблокатори) — це речовини, які блокують дію нейромедіатора під назвою ацетилхолін (АХ, англ. ACh) у синапсах центральної та периферичної нервових систем.
Ці речовини пригнічують парасимпатичну нервову систему, вибірково блокуючи зв'язування АХ з його рецептором у нейронах. Нервові волокна парасимпатичної системи відповідають за мимовільний рух гладенької мускулатури шлунково-кишкового тракту, сечовивідних шляхів, легенів, потових залоз і багатьох інших частин тіла.
У широкому сенсі антихолінергічні засоби поділяються на дві категорії відповідно до їх специфічних мішеней у центральній і периферичній нервовій системі та на нервово-м'язовому з'єднанні: антимускаринові речовини (М-холінолітики) та антинікотинові речовини (Н-холінолітики, гангліоблокатори, нервово-м'язові блокатори).
Термін «антихолінергічний» зазвичай використовується для позначення антимускаринових засобів, які конкурентно інгібують зв'язування АХ з мускариновими ацетилхоліновими рецепторами; такі речовини не антагонізують зв'язування нікотинових рецепторів ацетилхоліну у нейром'язовому з'єднанні, хоча цей термін іноді використовується для позначення речовин, які це роблять.

## Медичне використання
Антихолінергічні препарати використовуються для лікування різних симптомів:
- Запаморочення (включаючи вертиго та симптоми, пов'язані з хворобою руху).
- Екстрапірамідні симптоми, потенційний побічний ефект антипсихотичних препаратів.
- Розлади шлунково-кишкового тракту (наприклад, пептична виразка, діарея, пілороспазм, дивертикуліт, виразковий коліт, нудота та блювання).
- Розлади сечостатевої системи (наприклад, цистит, уретрит і простатит).
- Безсоння, хоча зазвичай лише на короткочасний період.
- Респіраторні розлади (наприклад, астма, хронічний бронхіт і хронічне обструктивне захворювання легень (ХОЗЛ)).
- Синусова брадикардія внаслідок гіперчутливості блукаючого нерва.
- Отруєння нервово-паралітичними речовинами на основі фосфорорганічних кислот, таких як VX, зарин, табун і зоман (атропін кращий у поєднанні з оксимом, зазвичай пралідоксимом)[7][8].

Антихолінергічні препарати, зазвичай, мають протизаслінну дію (зменшують вироблення слини), і більшість з них викликають певний рівень седації, обидва є перевагами при хірургічних процедурах.
До початку 20 століття антихолінергічні препарати широко використовувалися для лікування психічних розладів.

### Фізіологічні прояви
- Делірій (часто з галюцинаціями та маренням, які неможливо відрізнити від реальності).
- Очні симптоми (від очних крапель): мідріаз, розширення зіниці та гостра закритокутова глаукома в осіб із неглибокою передньою камерою ока[12][13][14].
- Ангідроз, сухість у роті, сухість шкіри.
- Лихоманка.
- Запор.
- Тахікардія.
- Затримка сечі.
- Шкірна вазодилатація[4].

Клінічно найбільш значущою ознакою є делірій, особливо у людей похилого віку, на яких найчастіше впливає токсикоз.

## Побічні ефекти
Тривале використання може збільшити ризик як когнітивного, так і фізичного зниження. Невідомо, чи впливають вони на ризик смерті в цілому, однак у літніх людей вони дійсно збільшують ризик смерті.
Можливі ефекти антихолінергічних засобів включають:
 
- погану координацію;
- деменцію[18][19];
- зменшення утворення слизу в носі та горлі; наслідок — сухість, біль у горлі;
- сухість у роті з можливим прискоренням карієсу зубів;
- припинення потовиділення; подальше зниження епідермального розсіювання тепла, що призводить до теплої, плямистої або червоної шкіри;
- підвищення температури тіла;
- розширення зіниці; поступова чутливість до яскравого світла (світлобоязнь);
- втрата акомодації (втрата здатності до фокусування, розмитість зору — циклоплегія);
- двоїння в очах;
- збільшення частоти серцевих скорочень;
- схильність до швидкого переляку;
- затримка сечі;
- нетримання сечі під час сну;
- зменшення дефекації, іноді ілеус (зменшується моторика через блукаючий нерв);
- підвищення внутрішньоочного тиску; небезпечно для людей із вузькокутовою глаукомою.

Можливі негативні прояви з боку центральної нервової системи схожі на ті, що пов'язані з маренням, і можуть включати:
- спантеличеність;
- дезорієнтацю;
- агітацію;
- ейфорію або дисфорію;
- пригнічення дихання;
- проблеми з пам'яттю[20];
- неможливість зосередитися;
- блукаючі думки; нездатність підтримувати хід думок;
- незв'язне мовлення;
- дратівливість;
- психічна плутанина (мозковий туман);
- безсоння, міоклонічне посмикування;
- аномальну чутливість до раптових звуків;
- нелогічне мислення;
- Фотобоязнь;
- порушення зору
  - періодичні спалахи світла,
  - періодичні зміни кута зору,
  - візуальний сніг,
  - обмежений або «тунельний зір»;
- зорові, слухові чи інші сенсорні галюцинації
  - викривлення або хвилястість поверхонь і країв,
  - текстуровані поверхні,
  - «танцювальні» рядки; «павуки», комахи; константи форми,
  - реалістичні об'єкти, які неможливо відрізнити від реальності,
  - фантомне куріння,
  - галюцинаційна присутність людей, яких насправді немає (наприклад, тіні людей);
- рідко: судоми, кома та смерть;
- ортостатична гіпотензія (різке падіння систолічного артеріального тиску під час раптового вставання) і значно підвищений ризик падінь у людей похилого віку[21].

Пацієнти похилого віку мають підвищений ризик виникнення побічних ефектів з боку ЦНС.

### Токсичність
Гострий антихолінергічний синдром є зворотнім і зникає після виведення усіх збудників. Оборотні інгібітори ацетилхолінестерази, такі як фізостигмін, можуть бути використані як антидот у випадках, які загрожують життю. Ширше використання не рекомендується через значні побічні ефекти, пов'язані з холінергічним надлишком, включаючи судоми, м'язову слабкість, брадикардію, бронхоконстрикцію, сльозотечу, слиновиділення, бронхорею, блювоту та діарею. Навіть у задокументованих випадках антихолінергічної токсичності повідомлялося про судоми після швидкого введення фізостигміну. Асистолія виникла після введення фізостигміну у зв'язку з передозуванням трициклічного антидепресанту, тому затримка провідності (QRS > 0,10 секунди) або припущення про приймання трициклічного антидепресанту зазвичай вважаються протипоказанням до введення фізостигміну.

## Фармакологія
Антихолінергічні засоби класифікуються відповідно до рецепторів, на які мають вплив:
- Антимускаринові засоби діють на мускаринові ацетилхолінові рецептори. Більшість антихолінергічних препаратів є антимускариновими.
- Антинікотинові засоби діють на нікотинові ацетилхолінові рецептори. Більшість із них є недеполяризуючими релаксантами скелетних м'язів для хірургічного застосування, структурно пов'язаними з кураре. Деякі з них є деполяризувальними речовинами.

## Приклади
Приклади найбільш поширених антихолінергічних засобів:
 
- Антимускаринові засоби
  - Антипсихотики (клозапін, кветіапін)[23].
  - Атропін.
  - Бензтропін.
  - Біпериден.
  - Хлорфенірамін
  - Певні СІЗЗС (Пароксетин)[23].
  - Дицикломін (Дицикловерин).
  - Дименгідринат[23].
  - Димедрол[23].
  - Доксепін.
  - Доксиламін.
  - Флавоксат.
  - Glycopyrronium/-late.
  - Гіосціамін.
  - Іпратропіум.
  - Орфенадрин.
  - Окситропіум.
  - Оксибутинін[23].
  - Прометазин.
  - Пропантеліну бромід.
  - Скополамін.
  - Соліфенацин.
  - Толтеродин.
  - Тіотропій.
  - Трициклічні антидепресанти (28 сполук із численними торговими назвами).
    -       - Тригексифенідил.
      - Тропікамід.
      - Умеклідініум.

    - Антинікотинові засоби
      - Бупропіон — блокатор гангліїв[24][25][26].

  - Декстрометорфан  — пригнічувач кашлю та блокатор гангліїв[27][28][29]
    -       - Doxacurium  — недеполяризуючий релаксант скелетних м'язів.
      - Гексаметоній  — гангліоблокатор.
      - Мекаміламін  — блокатор гангліїв і іноді як допомога для припинення куріння[30].
      - Тубокурарин  — недеполяризуючий релаксант скелетних м'язів

### Антидоти
Фізостигмін є одним із небагатьох препаратів, які можна використовувати як антидот при отруєнні антихолінергічними засобами. Нікотин також протидіє антихолінергічним засобам, активуючи нікотинові ацетилхолінові рецептори. Кофеїн (хоча він є антагоністом аденозинових рецепторів) може протидіяти антихолінергічним симптомам, зменшуючи седативний ефект і підвищуючи активність ацетилхоліну, тим самим викликаючи схвильованість і збудження.

## Психоактивне використання
Коли значна кількість антихолінергічного препарату потрапляє в організм, може виникнути токсична реакція, відома як гострий антихолінергічний синдром. Це може статися випадково або навмисно внаслідок рекреаційного чи ентеогенного вживання наркотиків, хоча багато користувачів вважають побічні ефекти надзвичайно неприємними та не вартими рекреаційних ефектів, які вони відчувають. У контексті рекреаційного використання антихолінергічні засоби часто називають деліріантами.

## Рослинні джерела
Найпоширенішими рослинами, що містять антихолінергічні алкалоїди (включаючи атропін, скополамін і гіосціамін серед інших), є:
- беладона звичайна (смертельний пасльон),
- вид бругмансія,
- вид дурман,
- вид Garrya,
- блекота чорна (собачий мак),
- mandragora officinarum (мандрагора).

## Використання для відлякування
Кілька препаратів, що містять наркотики та опіати, наприклад ті, що містять гідрокодон і кодеїн, поєднуються з антихолінергічним засобом для запобігання навмисному зловживанню. Приклади включають Hydromet/гідрокон (гідрокодон/гоматропін), ломотіл (дифеноксилат/атропін) і гідрокодон (гідрокодон полістирекс/хлорфенірамін). Однак зазначається, що комбінації опіоїдів/антигістамінів використовуються клінічно через їх синергічний ефект при лікуванні болю та підтримці дисоціативної анестезії (седації) у таких препаратах, як мепрозин (меперидин/прометазин) і дікональ (дипіпанон/циклізин), які діють як сильні антихолінергічні засоби.